# Antonio de San Martín
Antonio de San Martín (La Coruña, 1841-1887) fue un escritor y novelista español.

## Biografía

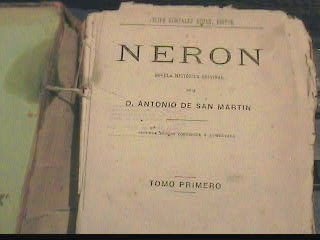
Tomo primero de Nerón (1875)

Nacido en la ciudad gallega de La Coruña en 1841, de ideología progresista, fue autor de algunas poesías y un vastísimo conjunto de novelas folletinescas. Se le atribuyen más de doscientos títulos de inspiración histórica, realizadas en apenas 25 años. Falleció en 1887, con 46 años de edad.

## Obras
- Horrores del feudalismo: la torre de los vampiros (1871);
- La ciudad del sueño. Viaje al interior de Marruecos (1873);
- Los incendiarios del alba (1874);
- Pompeya, la ciudad desenterrada (1874);
- La Edad del Hierro (1874),
- La sacerdotisa de Vesta (1874);
- El asesino fantasma (1874);
- Nerón, (1875);
- La esposa enterrada en vida (1876),
- Los misterios de la calle de Panaderos (1880);
- Desde la timba al timo. Novela original de malas costumbres contemporáneas, consecuencia de los vicios en la sociedad, (1880);

Dominan las dualidades morales a lo Pérez Escrich y los tópicos de este tipo de obras: las frases cortadas para ganar espacio, los tópicos metafóricos, el paisajismo exótico, el empelo de adjetivos comunes, etcétera. Destacan especialmente las cinco novelas que dedicó a Francisco de Quevedo, a cuya lectura era muy aficionado: Aventuras de don Francisco de Quevedo (1883-1884).